# Motorsport98
Le Motorsport98 est une écurie de sport automobile belge fondée par Eric De Doncker (en). Elle fait participer des sport-prototypes en catégorie LMP3 dans des championnats tels que la Michelin Le Mans Cup.

## Histoire

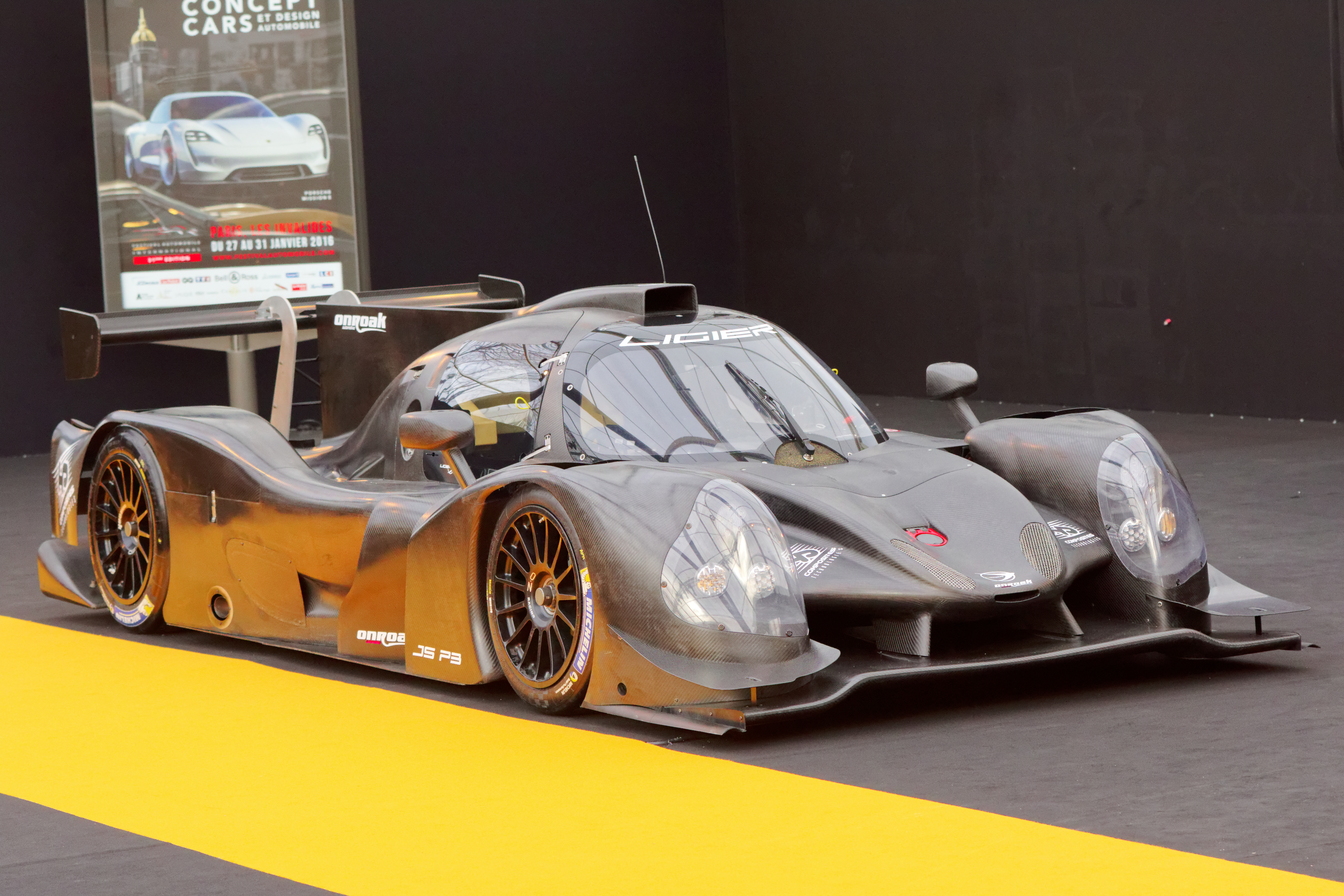
Une Ligier JS P3 telle que celle de l'écurie Motorsport98.

En 2017, la Michelin Le Mans Cup s'ouvre à la catégorie LMP3 et c'est ainsi que l'écurie Motorsport98 s'engage dans ce championnat afin d'y faire courir une Ligier JS P3. La voiture est confiée au propriétaire de l'écurie, le pilote belge Eric De Doncker (en) et au pilote britannique Andy Meyrick. Après avoir été contraint à un abandon lors de la manche du Circuit Paul-Ricard à la suite d'un contact, l'écurie brille sur ses terres en montant sur la 3e marche du podium lors de la manche du Circuit de Spa-Francorchamps. Par la suite, Motorsport98 remporte la dernière manche sur l'Autódromo Internacional do Algarve. Ces performances permettent à l'écurie de remporter 67 points et de finir 3e du championnat LMP3.
En 2018, l'écurie Motorsport98 s'engage dans le championnat Michelin Le Mans Cup, avec sa Ligier JS P3 et le même duo de pilote. À partir de la manche de Monza, l’équipage est remanié et le pilote français Dino Lunardi remplace le pilote britannique Andy Meyrick. Pour cette seconde saison, bien que la voiture ait fini toutes les manches du championnat, elle ne parvient pas à monter sur le podium et elle obtient comme meilleur classement la 4e place lors des 2 dernières manches. Ces performances permettent à l'écurie de remporter 36.5 points et de finir 5e du championnat LMP3.
En 2019, l'écurie Motorsport98 ne s'engage dans l'intégralité du championnat Michelin Le Mans Cup. C'est seulement à partir de la manche de Barcelone que celle-ci fait son retour sur les pistes avec comme pilotes Eric De Doncker (en) et Dino Lunardi. Elle brille de nouveau sur ses terres en finissant 2e lors de la manche sur le Circuit de Spa-Francorchamps. En participant seulement à 3 manches du championnat, l'écurie remporte 40 points et finit 5e du championnat LMP3.

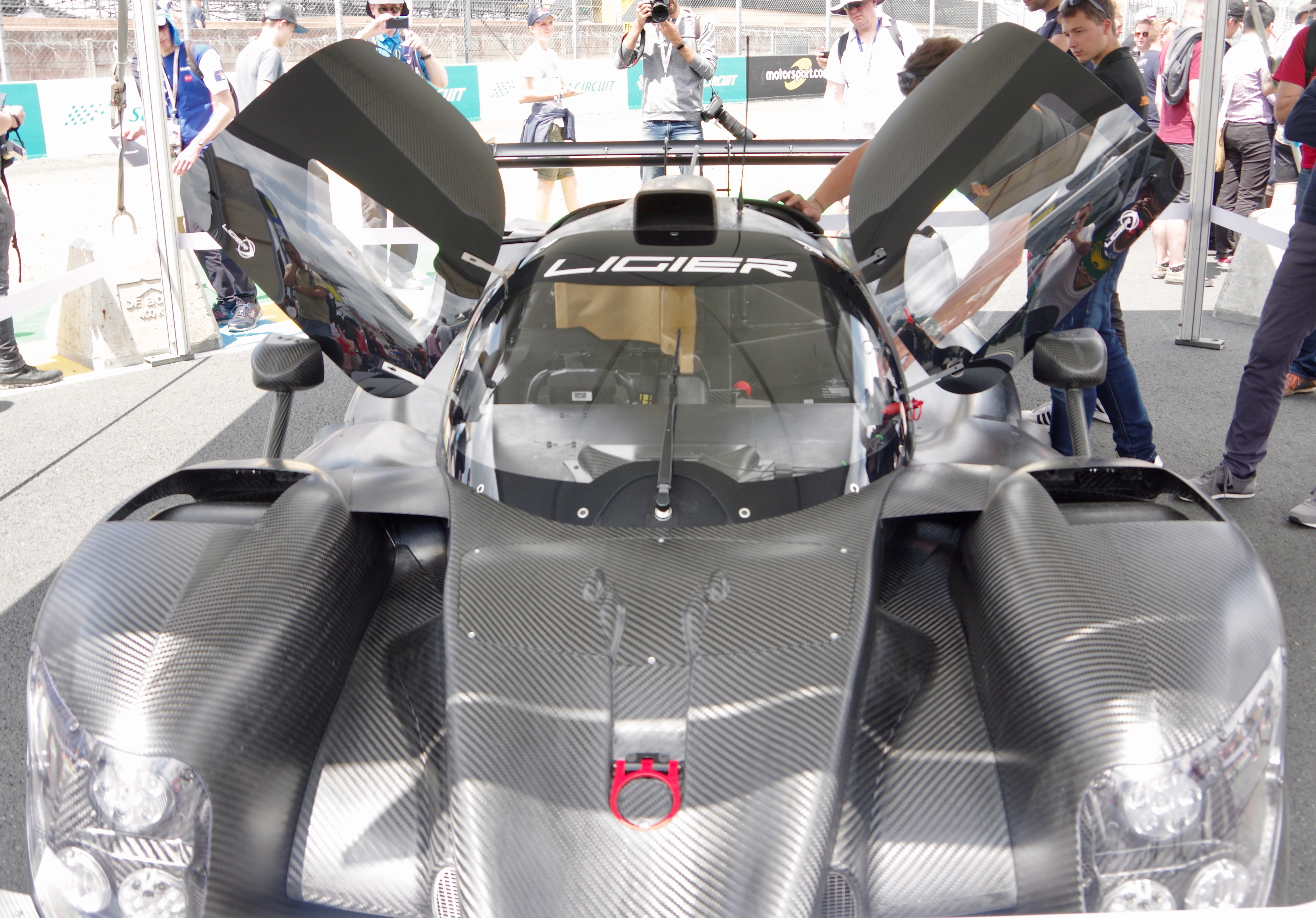
Une Ligier JS P320.

En 2020, l'écurie Motorsport98 s'engage de nouveau dans le championnat Michelin Le Mans Cup. Le règlement ayant évolué, c'est avec une Ligier JS P320 qu'elle se lance dans cette compétition. Comme les saisons précédentes, la voiture est confiée à Eric De Doncker (en) et Dino Lunardi. La saison commence avec une 2e place sur le Circuit Paul-Ricard mais un abandon à la 3e manche du championnat casse la dynamique. L'écurie ne participe ensuite pas au Road to Le Mans et effectue son retour pour les deux dernières manches du championnat. En ne participant pas à toutes les manches du championnat, l'écurie remporte toutefois 40 points et finit 6e du championnat LMP3.
En 2020, l'écurie Motorsport98 s'engage de nouveau dans le championnat Michelin Le Mans Cup. Sa Ligier JS P320 est, comme les saisons précédentes, confiée à Eric De Doncker (en) et Dino Lunardi. En ne participant pas à toutes les manches du championnat, l'écurie ne remporte que 11 points et finit 15e du championnat LMP3.

## Résultats

### Résultats enMichelin Le Mans Cup
| Année | Classe | no | Voiture        | Pneus | 1      | 2     | 3        | 4      | 5        | 6     | 7     | Total | Pos. |
| ----- | ------ | -- | -------------- | ----- | ------ | ----- | -------- | ------ | -------- | ----- | ----- | ----- | ---- |
| 2017  | LMP3   | 98 | Ligier JS P3   | M     | MON 5  | LMS 6 | LMS 9    | RBR 4  | LEC Abd. | SPA 3 | POR 1 | 67    | 3e   |
| 2018  | LMP3   | 98 | Ligier JS P3   | M     | LEC 10 | MON 8 | LMS 15   | LMS 9  | RBR 7    | SPA 4 | POR 4 | 36.5  | 5e   |
| 2019  | LMP3   | 98 | Ligier JS P3   | M     | LEC    | MON   | LMS      | LMS    | BAR 5    | SPA 2 | POR 4 | 40    | 5e   |
| 2020  | LMP3   | 98 | Ligier JS P320 | M     | RIC 2  | SPA 6 | LEC Abd. | LMS    | LMS      | MON 5 | POR 8 | 40    | 6e   |
| 2021  | LMP3   | 98 | Ligier JS P320 | M     | BAR 12 | LEC 8 | MNZ      | LMS 19 | LMS Np.  | SPA 7 | POR   | 11    | 15e  |

## Pilotes
- Eric De Doncker (en) (2017-2021)
- Dino Lunardi (2018-2021)
- Andy Meyrick (2017-2018)